# Tournefeuille
Tournefeuille ist eine Gemeinde und Mittelstadt mit 29.724 Einwohnern (Stand 1. Januar 2022) in Südfrankreich etwa zehn Kilometer westlich von Toulouse im Département Haute-Garonne in der Region Okzitanien. Sie liegt am Ufer des Flusses Touch.

## Bevölkerungsentwicklung
| Jahr                       | 1962 | 1968 | 1975 | 1982 | 1990   | 1999   | 2011   | 2017   | 2020   |
| Einwohner                  | 2209 | 3438 | 5291 | 8541 | 16.669 | 27.758 | 25.763 | 26.962 | 28.763 |
| Quellen: Cassini und INSEE |      |      |      |      |        |        |        |        |        |

## Sehenswürdigkeiten
Siehe: Liste der Monuments historiques in Tournefeuille